# Ukunda Airstrip
Ukunda Airstrip är en flygplats i Kenya. Den ligger i den södra delen av landet, 500 km sydost om huvudstaden Nairobi. Ukunda Airstrip ligger 17 meter över havet.
Terrängen runt Ukunda Airstrip är platt. Havet är nära Ukunda Airstrip österut.  Närmaste större samhälle är Gazi, 16,2 km söder om Ukunda Airstrip. 